# 井上敬一
井上 敬一（いのうえ けいいち、1975年11月5日 - ）は、株式会社FIVE-LINK代表取締役。実業家、作家、コミュニケーションデザイナー、恋愛講師、婚活コンサルタント、恋愛評論家、元関西No1ホスト。兵庫県尼崎市出身。立命館大学文学部哲学科中退。

## 概要
恋愛講師。1万人以上の女性を口説き落とした伝説のホスト。
1975年兵庫県尼崎市生まれ。1994年に立命館大学文学部哲学科入学後、母親が破産。バラバラになる家族を繋ぎとめようと、大学を中退し、ホスト業界に入る。
入店後は3ヵ月でNo.1になり、5年連続No.1。関西最高記録となる1日1600万円の売上げを達成。翌1995年8月には当時の大阪では最年少店長として独立しホストクラブ『Lady's Pub 夜間飛行』をオープン、グループ累計165億6000万円の売上げを達成した。移転・リニューアルを経て2013年『Prince Club Shion』として営業中。
2007年頃から、ビジネス講師として講演会活動を行う。
2009年に『PRINCE CLUB SHION』の代表を退き、2012年にはホスト業界からの引退を表明。
2013年以降は、講師活動や音声セミナーCDの配信の他、スーツや服飾関係の販売を事業としている。
2020年現在、実業家として活躍する傍ら「シークレット婚活塾」「好感力トレーナー養成講座」などを主宰し、一般社団法人恋愛結婚アカデミー協会・理事長を務める。また、結婚相談所のコンサルタント育成など、プロを育てる活動もしている。恋愛講師として1カ月に1回以上のペースで100~500人規模の講演会を開催。ホストクラブ経営者時代は、業界の革命児として名を馳せ、フジテレビの番組『ザ・ノンフィクション』の「ホストの前に人間やろ」シリーズ(前8回)は大反響を呼んだ。9冊の恋愛指南の著書を出している。
2022年 青森県十和田市「高雲山観音寺」にて出家。僧名は「維敬(ゆいきょう)」

## 略歴
- 1995年（平成7年） 立命館大学文学部哲学科中退。『Lady's Pub 夜間飛行』オープン
- 1996年（平成8年） 店名改め『CLUB 紫苑』移転オープン
- 2003年（平成15年） 『CLUB 紫苑』全面改装リニューアルオープン
- 2004年（平成16年） 『CLUB LEIZE』オープン
- 2005年（平成17年） 株式会社シオンエンタープライズ設立 同社代表取締役社長就任。『Prince Club Shion』移転リニューアル
- 2007年（平成19年） 第16回ビジネススタイル研究塾 講演
- 2009年（平成21年） 東京1号店『a Shion Tokyo』（歌舞伎町）オープン。Prince Club Shion』代表退任。株式会社FAKE設立 同社代表取締役社長就任。 東京2号店『a Shion Style』（歌舞伎町）オープン。
- 2011年（平成23年） 特定非営利活動法人東北復興支援 きずなの輪 理事就任
- 2012年（平成24年） ホスト業界から引退。大阪飲食健全共同組合 理事長就任[7]。株式会社Carity 取締役就任
- 2013年（平成25年） YouTubeチャンネルを開設[8]
- 2014年（平成26年） 株式会社FIVE-LINK設立
- 2015年（平成27年）「恋愛力アカデミー」講座開始
- 2017年（平成29年）「一般社団法人 恋愛・結婚アカデミー協会」設立
- 2019年（令和元年）「プロ経営者」を顧問に迎え、業績を上げる為の顧問サービス「BrainBank/ブレインバンク」設立
- 2022年（令和4年）城北信用金庫における事業者コミュニティ「COSA ON online」のコンテンツパートナーとして「BrainBank」が顧問契約を締結
- 2023年（令和5年）全ての人の人間関係を良好にするためオンラインサロン/コミュニケーション塾　「モテサロ」開始

## 人物
- ホストになりたての頃、男女で会話は違うことに気づき、ひたすら会話を観察するようになった[1]。このことがきっかけで接客能力が向上した[1][9]。
- 2001年に、当時関西ホスト最高記録となる1日1600万円の売上を達成[10]。
- 2017年からは、『知覧立志合宿』を主催。知覧特攻隊員の資料館の観光親善大使にも任命されている[11]。鳥濱トメと特攻隊員の資料館「ホタル館/富屋食堂」
- 特技はサッカー、趣味は武道。

## プロデュース事業
- サムライスーツ
- A’KAHトートバッグ
- 井上敬一プロモートショップ「A'KAH」

## 著書
- 『けいいちのにょたいもり』（鹿砦社、2001年6月1日）　　ISBN 978-4846304195
- 『ゴールデンハート 男の心得』（扶桑社、2006年10月13日）　　ISBN 978-4594052294
- 『ホストである前に人間やろ！』（竹書房、2009年10月9日）　　ISBN 978-4812439135
- 『7つの本気 〜今、私たちのすべきこと』（須田達史他共著、「元気が出る本」出版部、2011年9月13日）　　ISBN 978-4774513300
- 『「人に好かれる方法 」 今から　誰でも　このまま使える』（HS エイチエス、2012年3月21日) 』　　ISBN 978-4864089319
- 『わかってくれない上司をうならせる神フレーズ50』（パブラボ、2015年9月25日）　　ISBN 978-4434208454
- 『愛する人と結ばれる女性、結ばれない女性』（中島孝志共著、ゴマブックス、2017年7月31日）　　ISBN 978-4814914180
- 『シークレット婚活塾』（ソフトバンククリエイティブ、2017年9月23日）　　ISBN 978-4797392760
- 『ムリめの彼、年下の彼、忘れられない彼…からアプローチされる！シークレット婚活塾』（ソフトバンククリエイティブ、2022年9月30日）　ISBN 978-4815618445

## オーディオブック
- 『非常識な恋愛成功法則』（著/井上敬一、発行/パンローリング、2018年)
- 『プレジデントキャンパス　大嶋啓介氏編』（著/井上敬一、発行/パンローリング、2018年)
- 『プレジデントキャンパス　佐藤等氏編』（著/井上敬一、発行/パンローリング、2018年)

## 写真集
- 『ボーイズジゴロ2』（星雲社）　　ISBN 978-4795281288

## DVD
- 『きらり～けいいち流日常生活における18の気付き』
- 『美しき失敗』

## 出演

### テレビ
- 『解決!ナイナイアンサー』（日本テレビ）
- 『王様のブランチ』（TBSテレビ）
- 『イブニングワイド』（TBSテレビ）
- 『ザ・ノンフィクション』（フジテレビ） - 「ホストの前に人間やろ」シリーズ
- 『島田紳助の愛があるなら金をくれ貢ぐ女VS貢がせ男大バトル』（フジテレビ）
- 『ラブドン』（テレビ朝日）
- 『スーパーJチャンネル』（テレビ朝日）
- 『じっくり聞いタロウ〜スター近況（秘）報告〜』（テレビ東京）[12]
- 『もってる!? モテるくん』（読売テレビ）
- 『VOICE』（毎日放送）
- 『太っ腹!紳助ファンど』（関西テレビ）
- 『スーパーニュースほっとKANSAI』（関西テレビ）
- 『ヨルスパ!週刊プライデー』（関西テレビ）
- 『笑福亭純瓶・けいいちのFor You』（テレビ大阪）
- 『大阪キャミソール』（テレビ大阪）
- 『征平宮根のクチコミぃ!?どっか～ん』（テレビ大阪）
- 『のりゆきのトークDE北海道』（北海道文化放送）

### ラジオ
- 『元爆と敬一のラジオDEシクヨロ！』（ラジオ日本）
- 『ジャッキー・ウーのJACK STYLE』（FMヨコハマ）

### インターネット放送
- 『指原莉乃&ブラマヨの恋するサイテー男総選挙』（AbemaTV）
- 『街録ch』（YouTubeチャンネル）　https://www.youtube.com/watch?v=XCIl6l1x9xM

### 雑誌
- 『anan』（マガジンハウス）[13]